# Radnice v Lubínu
Radnice v Lubínu byla postavena v barokním stylu v roce 1768 a přestavena v 19. století. Roku 1945 byla zničena, k obnovení došlo v roce 1950. Sídlí zde Historické muzeum v Lubínu, starosta a městská rada.

## Historie
První renesanční radnice v Lubínu vznikla v roce 1515, a v roce 1757 byla zničená požárem. Stávající radnice pochází z roku 1768, dále byla obnovovaná v 19. a v 20. století. Budova byla zničena během války v 1945, a v roce 1950 byla postavena znova, ale bez stylových prvků. Byla restaurována v roce 2010, věž byla pokryta měděným plechem.
Rozhodnutím hlavního restaurátora vojvodství z dne 14. dubna 1981 byla radnice zapsána na seznam národních kulturních památek.

## Architektura
Radnice v Lubínu je pozdně barokní budova. Je dvoupodlažní, postavená na čtyřbokém půdorysu, s mansardo-valbovou střechou s vikýři. Na střeše je věžička s hodinami s barokní jehlancovou střechou, pokrytá měděným plechem. Stěny zdobí rizality, na západní zdí je tympanon s rostlinnými ornamentem a znakem města.

## Galerie

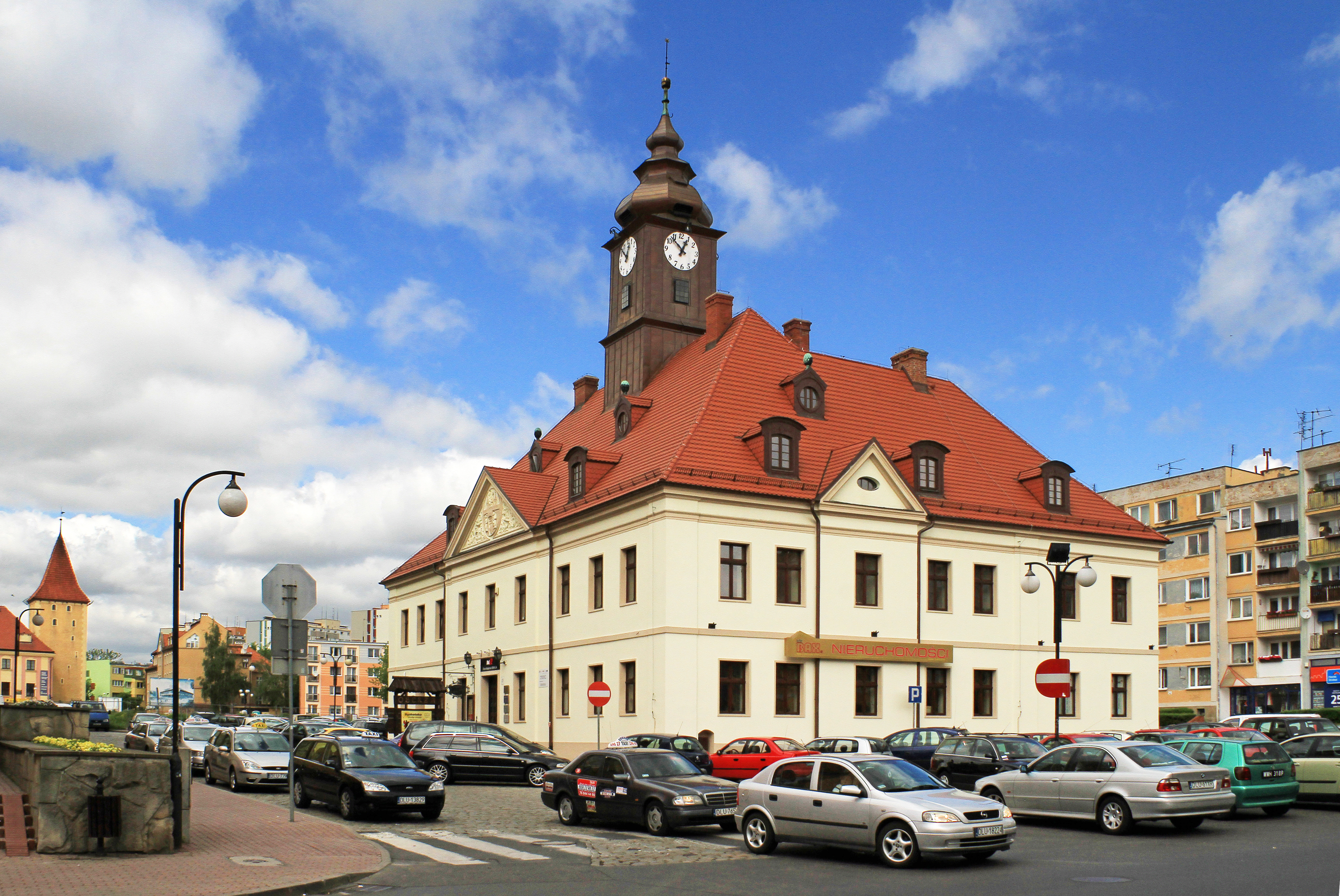
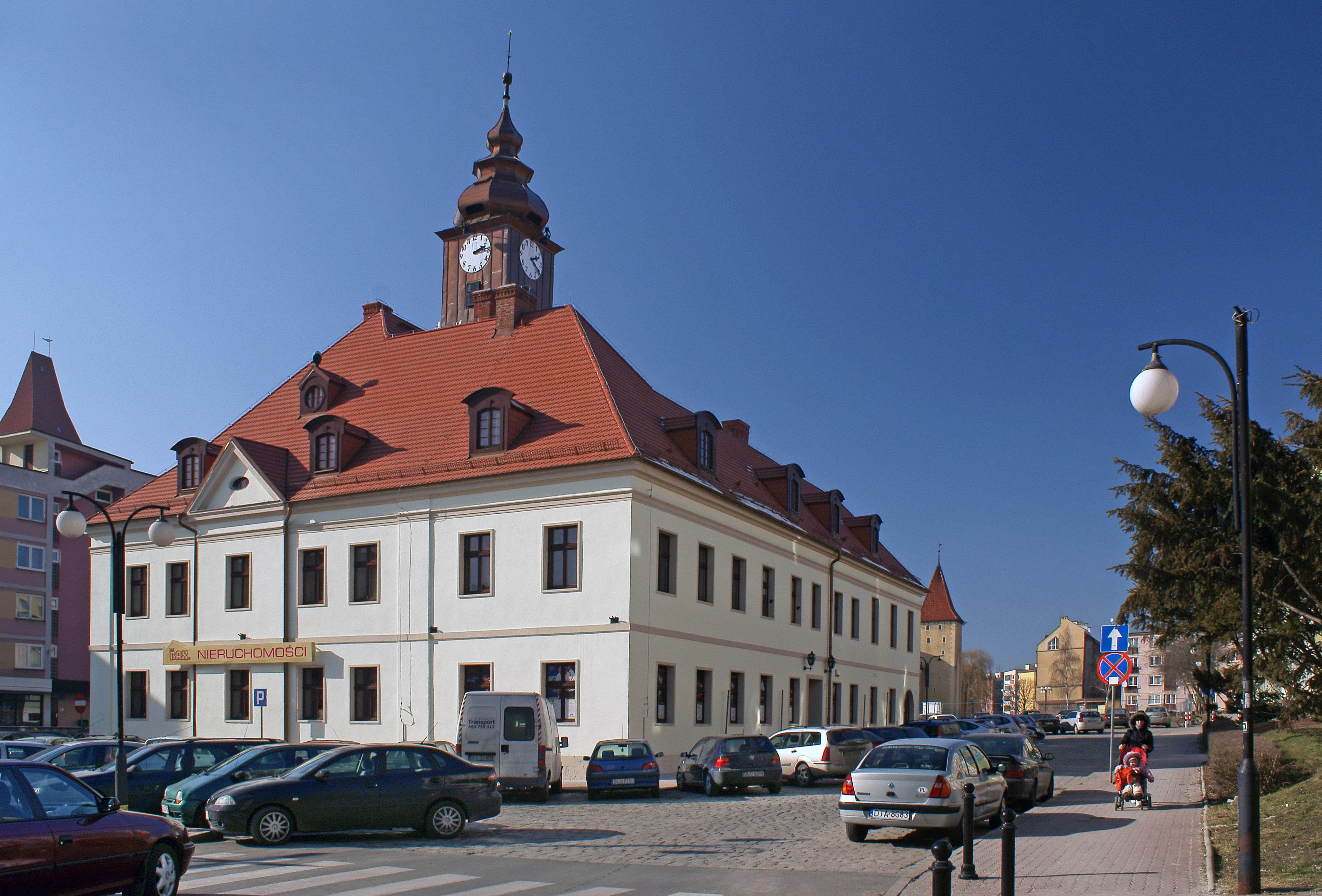
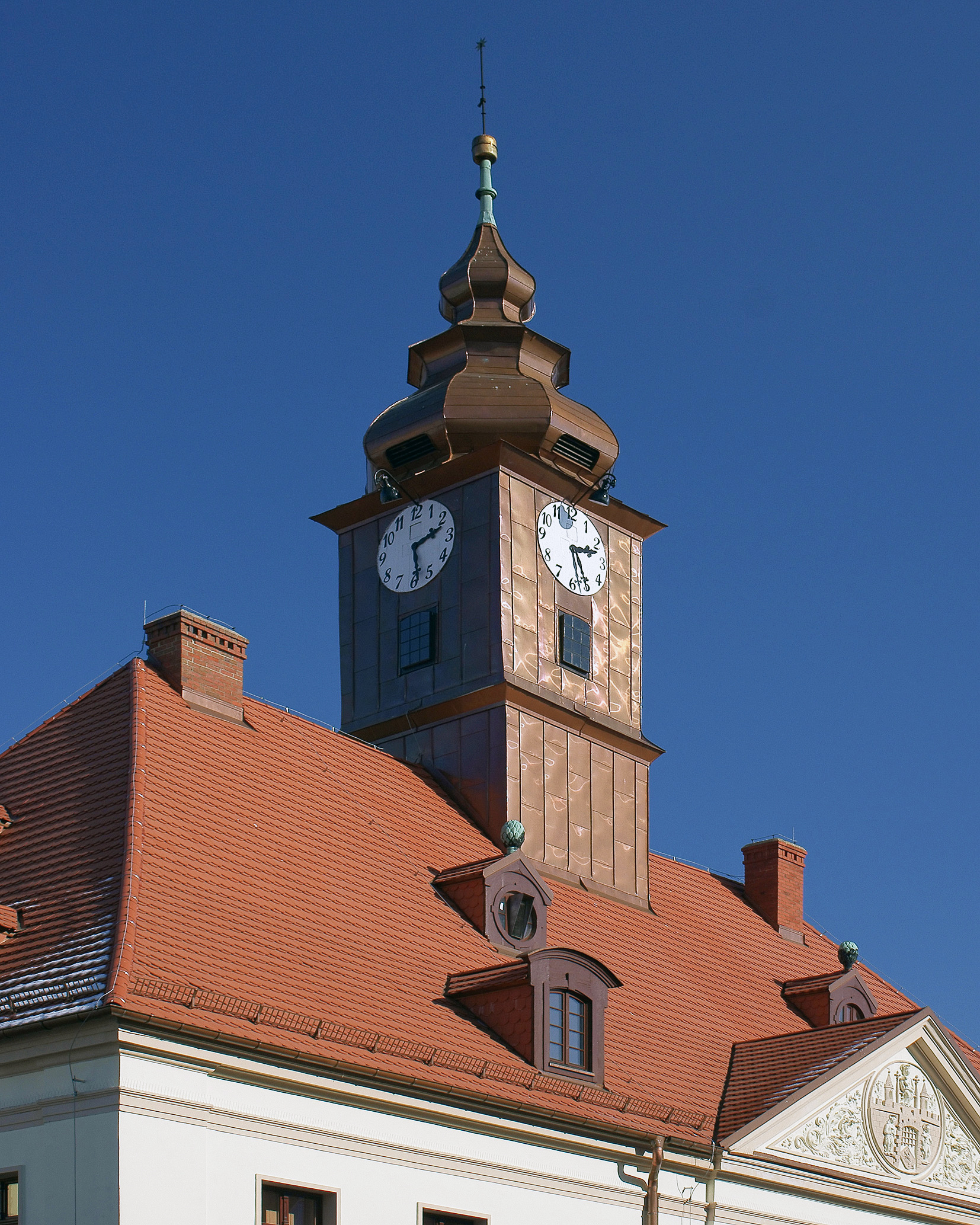